# Richard Strauss
Richard Georg Strauss (Monaco di Baviera, 11 giugno 1864 – Garmisch-Partenkirchen, 8 settembre 1949) è stato un compositore e direttore d'orchestra tedesco del periodo tardo-romantico.
Noto soprattutto per i suoi poemi sinfonici e le sue opere liriche, Richard Strauss non è da confondere con gli Strauss viennesi, famosi compositori di musica da ballo, con i quali non aveva parentela.

## Biografia
Vissuto in una famiglia discretamente agiata (il padre era primo corno dell'Orchestra del Teatro di Corte di Monaco e la madre era della famiglia dei birrai Pschorr) e con grandi interessi musicali, si appassionò alla musica e iniziò a comporre già all'età di sei anni. In seguito ricevette lezioni di composizione dal maestro di cappella Frederick Wilhelm Meyer; dietro la sua guida, o forse da lui ispirati, e dopo le prime opere (spesso solo per pianoforte e canto) nacquero i concerti, una grande sonata, un quartetto d'archi, due sinfonie e una serenata per fiati (Op. 7). Nel 1882 iniziò lo studio all'Università di Monaco, ma lo interruppe presto.
Nel 1883 fece un viaggio fra Dresda e Berlino, dove strinse contatti importanti, tra cui uno con il noto direttore della Orchestra di Corte di Meiningen, Hans von Bülow. Nel 1885 Bülow assunse Strauss come maestro di cappella del Meininger Hof (dove, fra gli altri, Strauss conobbe Johannes Brahms); quando Bülow, poco dopo, lasciò l'incarico, Strauss divenne il suo successore fino alla fine della stagione 1885/86. Fino ad allora aveva composto secondo uno stile simile a Brahms o Schumann, ma il suo orientamento musicale cambiò all'incontro con il violinista Alexander Ritter. Questi convinse Strauss a rivolgere la sua attenzione alla musica di Richard Wagner, non prima però di essersi cimentato con poemi sinfonici che traggono qualche idea da Franz Liszt. Il nuovo stile compositivo di Strauss si avverte nella fantasia per orchestra in quattro movimenti "Aus Italien", eseguita nel 1887 al Nationaltheater (Monaco di Baviera); diviene però più evidente nelle successive opere per orchestra, programmatiche e in un solo movimento, chiamate da Strauss Tondichtungen (normalmente tradotto con "Poemi Sinfonici", anche se il termine più vicino sarebbe "poemi sonori").
Dopo le difficoltà iniziali (del primo poema sinfonico, Macbeth, esistono almeno tre versioni), Strauss trovò il suo stile con Don Juan (1888-89) e soprattutto Tod und Verklärung (1888-90), che lo rese rapidamente celebre per la vicinanza con il Tristano di Wagner: notevoli sono tratti caratteristici come l'esasperato cromatismo e le pulsioni ritmiche in rallentando che rappresentano il fermarsi del battito cardiaco. Alcuni anni più tardi seguì una seconda serie di poemi sinfonici, fra cui Also sprach Zarathustra (1896), le cui battute iniziali, che rappresentano il sorgere del sole, hanno acquisito grande notorietà grazie all'impiego nel film 2001: Odissea nello spazio di Stanley Kubrick. Lo stile di Strauss qui è legato ancora al tardo romanticismo. La Sinfonia delle Alpi è ricordata anche per l'imponente organico orchestrale, simile a quello delle grandi sinfonie di Mahler.
Nel 1887 Strauss iniziò a comporre la sua prima opera, Guntram, poco rappresentata dopo il 1894. Dal 1899 al 1913 diresse la Staatsoper Unter den Linden. Feuersnot (1901) ebbe maggior successo, ma il vero trionfo internazionale e la fama come compositore operistico gli vennero con Salome (1905) ed Elektra (1909). Anche in Elektra Strauss non abbandonò mai la tonalità, come accadde invece ad Arnold Schönberg nello stesso periodo coi Gurrelieder. Elektra fu la prima opera che vide la collaborazione fra Strauss e lo scrittore e drammaturgo Hugo von Hofmannsthal.
Anche in seguito i due lavorarono assieme, nonostante Strauss avesse modificato in parte il suo stile in Der Rosenkavalier (1911), opera in tre atti ambientata nel Settecento, ricca di riferimenti erotici e più favorevolmente accettata dal pubblico rispetto alle precedenti Elektra e Salomè, le due partiture più innovative di Strauss, classificate per il contenuto poetico e musicale come esempi di teatro orgiastico. Salome è forse la più nota tra le opere teatrali di Strauss e, nonostante il successo poi raggiunto, all'esordio scandalizzò la critica mondiale.
Da ricordare, a questo proposito, la rappresentazione del 1907 a New York, che fu ritirata su richiesta della Chiesa per la scena in cui Salome bacia la testa mozza di San Giovanni, seguendo fedelmente il testo di Oscar Wilde su cui l'opera è basata. Fino al 1930 Strauss scrisse ancora numerose opere, ma il suo stile si appiattì e la grande opera La donna senz'ombra (Die Frau ohne Schatten) marcò il punto finale di una fase drammatico-sperimentale nella sua produzione. Negli anni successivi nascono lavori di costruzione più leggera e in stile classicistico, come Capriccio e Daphne. La sicurezza drammaturgica per il teatro musicale comunque rimane, e quasi tutte le sue opere liriche sono dei successi.

## Strauss e il nazismo
Il ruolo di Strauss nell'epoca del Nazionalsocialismo rimane controverso. Alcune opinioni riportano la totale apoliticità di Strauss e sostengono che non abbia mai cooperato completamente con il potere. Resta il fatto che, durante l'Olimpiade di Berlino del 1936, Strauss non diresse l'inno nazionalsocialista. Altri sollevano l'obiezione della sua presidenza della Camera musicale del Reich dal 1933 al 1935 e che, sebbene la carica fosse eminentemente di rappresentanza, avrebbe dovuto comunque prendere posizione contro il nazionalsocialismo. In un documentario BBC (Tunes for tyrants ep. 2), il nipote, intervistato, riporta che sua madre, nuora di Strauss, era ebrea e che questo fatto lo abbia trattenuto dallo schierarsi apertamente. Questa è anche l’opinione di Stefan Zweig, espressa nel suo capolavoro autobiografico Il mondo di ieri (Die Welt von Gestern, Bermann-Fischer Verlag, Stockholm, 1942.

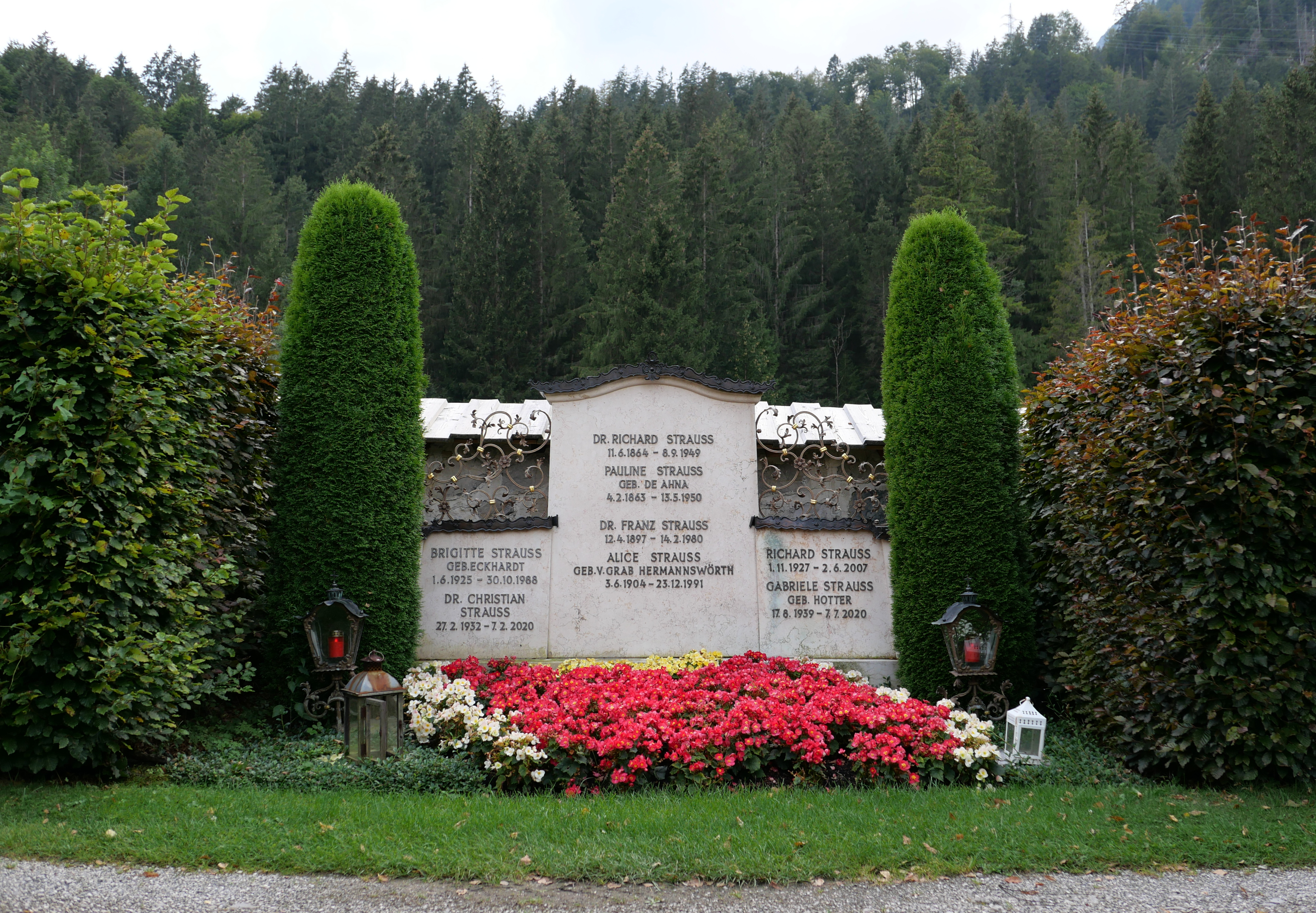
La tomba nel 2024.

Con la pubblicazione dell'opera La donna silenziosa (Die schweigsame Frau) su libretto dello scrittore ebreo Stefan Zweig, Strauss corse un rischio evidente. Fu proprio in seguito all’enorme successo di quell’opera, la cui prima rappresentazione fu autorizzata in via eccezionale dallo stesso Hitler, che Strauss, di cui era stata intercettata una missiva troppo “libera” diretta allo stesso Stefan Zweig per chiedergli la stesura di un libretto per una nuova opera, fu costretto a dimettersi dalla Camera musicale del Reich (Zweig 1942). Conseguentemente, dopo la seconda rappresentazione l'opera venne proibita nell'intera Germania.  Esistono inoltre supposizioni secondo le quali Strauss sfruttasse la sua carica per proteggere i suoi amici e colleghi ebrei.
I resti di Strauss furono cremati. L'urna è sepolta nel cimitero di Garmisch a Garmisch-Partenkirchen in una tomba in cui sono custoditi sua moglie Pauline, il figlio Franz (1898–1980) e sua moglie Alice (1904–1991), il nipote Richard (1927–2007) e sua moglie Gabrielle, nata Hotter (1939–2020), e il nipote Christian e sua moglie Brigitte, nata Eckhardt (1925–1988), furono sepolti.

## Il nuovo ruolo di musicista nella società
Richard Strauss non è stato solo un compositore geniale, ma ha anche ridefinito il ruolo del musicista nella società. Sebbene avesse già una solida base finanziaria (grazie alla famiglia materna), Strauss dimostrò che un compositore può vivere del suo lavoro. Nel suo tempo questo non era certo un concetto assodato. Fra le altre cose lavorò perché il compositore partecipasse agli utili per ogni esecuzione della sua musica. Partendo da questo principio giunse alla conclusione che il comporre fosse una professione vera e propria, e che quindi l'ammontare del compenso fosse comparabile a quello di un medico o di un giurista. Questo punto di vista era contrario al ruolo ricoperto fino ad allora dall'artista nella società. Per questa ragione Strauss dovette difendersi contro il rimprovero di essere particolarmente versato negli affari ma anche molto avaro, una cattiva fama che in parte gli resta ancora oggi.
Per raggiungere questi suoi scopi, nel 1889 Strauss pensò di fondare una sorta di sindacato dei compositori assieme a Hans Sommer e Friedrich Rösch. Anche da questa sua iniziativa nel 1903 venne fondata la Società per i diritti nelle Rappresentazioni Musicali e nella Riproduzione Meccanica (la corrispondente tedesca della SIAE italiana). Da notare che la villa di Garmisch dove Strauss trascorse gli ultimi anni della sua vita era chiamata Villa Salome, perché acquistata con i diritti d'autore dell'opera omonima.

## Lo stile
Volendo riassumere lo stile di Strauss notiamo che esso è molto vario e svincolato storicisticamente e quindi privo di un senso di evoluzione nel linguaggio che muta anche in maniera drastica e netta da una composizione all'altra. Abbiamo una prima fase in cui troviamo un legame col romanticismo tedesco di Schubert, Schumann e Brahms in cui compose la Burleske für Klavier und Orchester, in re minore. Una seconda fase, quella più lungimirante, è quella influenzata da Ritter, Liszt e Wagner, in cui Strauss compone i poemi sinfonici, per poi sfiorare quasi il primo espressionismo e la politonalità del primo Schönberg con Elektra, l'opera di Strauss più innovativa tra tutte le sue composizioni. L'ultima fase (il periodo di La donna senz'ombra [Die Frau ohne Schatten]) vede invece un brusco ritorno al passato in cui Strauss si orienta verso un neoclassicismo manieristico e tonale ispirato alla musica del Settecento rivista in chiave ironica ed all’operismo italiano di fine Ottocento (con il Giuseppe Verdi dell’Otello e del Falstaff come principale punto di riferimento), alternato a fasi politonali più moderne rappresentate dai due cicli di lieder del 1918 e concluse con le Metamorfosi (Metamorphosen) per 23 solisti d'archi (1946) composte come commento alla catastrofe bellica.
Nel 1948 Strauss completò il suo ultimo lavoro maggiore, Vier letzte Lieder, per voce femminile e orchestra (inizialmente per pianoforte) (eseguita nel 1950), che rappresenta di certo la sua opera vocale più nota. Questi Lieder non erano stati concepiti come ciclo. La sua ultima composizione completa fu un ulteriore Lied per soprano e pianoforte, Malven, terminato il 23 novembre su testo di Betty Wehrli Knobel. La partitura venne scoperta solo nel 1982 nel lascito di Maria Jeritza. Malven venne eseguito per la prima volta nel 1985 da Kiri Te Kanawa nella Avery-Fisher-Hall di New York e inciso nel 1990 con i Vier letzte Lieder. L'ultima composizione dell'artista, Besinnung, su testo di Hermann Hesse, per coro misto e orchestra rimase a livello di frammento.

## Opere

### Poemi sinfonici
- Aus Italien op. 16 (1886)
- Don Juan op. 20 (1888)
- Macbeth op. 23 (1888-90)
- Morte e Trasfigurazione (Tod und Verklärung) op. 24 (1889)
- I tiri burloni di Till Eulenspiegel (Till Eulenspiegels lustige Streiche) op.28 (1895)
- Così parlò Zarathustra (Also sprach Zarathustra) op. 30 (1896)
- Don Chisciotte (Don Quixote) op. 35 (1897)
- Una vita d'eroe (Ein Heldenleben) op. 40 (1898)
- Sinfonia domestica (Symphonia Domestica) op.53 (1903)
- Sinfonia delle Alpi (Eine Alpensinfonie) op. 64 (1915)

### Altre composizioni orchestrali
- Romanza per clarinetto (1879)
- Concerto per violino e orchestra Op. 8 (1881)
- Concerto per corno n. 1 in mi bemolle maggiore op.11 (1882-83)
- Romanza per Violoncello (1883)
- Burlesca per pianoforte e orchestra, in re minore (1890),
- Parergon dalla Symphonia Domestica per pianoforte (mano sinistra) e orchestra, Op. 73
- Panathenäenzug, studio sinfonico in forma di passacaglia per pianoforte (mano sinistra) e orchestra, Op. 74
- Japanische Festmusik
- Concerto per corno n. 2 in mi bemolle maggiore (11 agosto 1943 al Festival di Salisburgo diretto da Karl Böhm)
- Concerto per oboe e piccola orchestra, in re maggiore (1945-46)
- Duetto-Concertino per clarinetto, fagotto, arpa e archi (1947)
- Sinfonia per strumenti a fiato "The happy workshop"
- Sinfonia in re minore
- Suite per orchestra: musica strumentale per lavori teatrali
- "Musica da film" per la pellicola Rosenkavalier (1925)
- Festliches Präludium, Op. 61, con organo in orchestra

### Opere liriche
- Guntram (1894)
- Feuersnot (1901)
- Salome (1905)
- Elektra (1909)
- Il cavaliere della rosa (Der Rosenkavalier) (1911)
- Ariadne auf Naxos (1912/16)
- La donna senz'ombra (Die Frau ohne Schatten) (1919)
- Intermezzo (1924)
- Elena egizia (Die ägyptische Helena) (1928)
- Arabella (1933)
- La donna silenziosa (Die schweigsame Frau) (1935)
- Il giorno della pace (Friedenstag) (1938)
- Daphne (1938)
- Die Liebe der Danae (1940; rappresentata postuma nel 1952)
- Capriccio (1942)
- L'ombra dell'asino (Des Esels Schatten) (1949; incompiuta)

### Musiche per balletto
- Josephslegende o La légende de Joseph (1914 al Palais Garnier di Parigi con Léonide Massine e Maria Nikolaevna Kuznetsova)
- Schlagobers (1924)

### Cori a cappella
- 2 cori a 16 voci op.34:
  - n. 1 Der Abend
  - n. 2 Hymne
- An den Baum Daphne
- Die Göttin im Putzzimmer
- Deutsche Mottette
- Altre opere per coro maschile

### Altre opere
- Lieder per piano e per orchestra
- Vier letzte Lieder (Ultimi quattro lieder) per soprano e orchestra
  - Frühling (Primavera), su testo di Hermann Hesse
  - September (Settembre), su testo di Hermann Hesse
  - Beim Schlafengehen (Tempo di dormire), su testo di Hermann Hesse
  - Im Abendrot (Al crepuscolo), su testo di Joseph von Eichendorff
- Musica per pianoforte (tra cui la Sonata in si minore op.5)
- Metamorphosen, per 23 archi solisti (1946)
- Der Bürger als Edelmann (Il borghese gentiluomo), Suite da musiche di scena, op. 60 (TRV 228c) (1920)

### Musica da camera
- Concertante per 2 violini, violoncello e pianoforte (ca.1875)
- Trio in la maggiore per violino, violoncello e pianoforte (1877)
- Trio in re maggiore per violino, violoncello e pianoforte (1877)
- Introduzione, tema e variazioni per corno e pianoforte in mi bemolle maggiore (1878)
- Introduzione, tema e variazioni per flauto e pianoforte in sol maggiore (1879)
- Quartetto per archi in la maggiore op.2 (1880)
- Ständchen per violino, viola, violoncello e pianoforte (ca.1881)
- Variazioni per quartetto d'archi su un tema di C.Negri (1883)
- Festmarsch per violino, viola, violoncello e pianoforte (1884)
- Sonata per violoncello e pianoforte in fa maggiore op.6 (1882-83)
- Quartetto per archi e pianoforte in do minore op.13 (1882-84)
- Sonata per violino e pianoforte in mi bemolle maggiore op.18 (1887-88)
- Andante per corno e pianoforte op. postuma (1888)
- 2 pezzi per violino, viola, violoncello e pianoforte (Arabischer Tanz, Liebesliedchen) (1893)

## Discografia parziale
- Strauss, R. - Strauss dirige Strauss, Mozart e Bethoveen - Staatskap. Berlin/Bayer. Staatsorchester, 1921/1941 Deutsche Grammophon
- Strauss, R. - Richard Strauss and the Piano - Costantino Catena & Quartetto Savinio - Camerata Tokyo CMCD-28309[7]